# Martin Visser (politicus)
Martinus (Martin) Visser (Sliedrecht, 3 september 1914 - Bennekom, 3 april 1994) was een politicus van de VVD.
Van 1958 tot 1967 was hij Tweede Kamerlid. Vervolgens was hij eigenaar van een klein adviesbureau voor maatschappelijke en schildersaangelegendheden. In 1971 werd Visser burgemeester van Klaaswaal wat hij tot zijn pensionering in 1979 zou blijven. In 1994 overleed hij op 79-jarige leeftijd.
- Biografisch Portaal: 51226005
- Parlement.com: vg09llc23fqb